# تپه پشت دیور
تپه پشت دیور در شهرستان بیجار، بخش چنگ الماس، روستای گراچغا واقع شده و این اثر در تاریخ ۱۰ دی ۱۳۸۱ با شمارهٔ ثبت ۶۹۳۷ به‌عنوان یکی از آثار ملی ایران به ثبت رسیده است.